# سازمان جهانی گردشگری
سازمان جهانی گردشگری به اختصار (UNWTO)نام اختصاری جدید به دلیل تشابه اسمی با  world trade organization به untourism تغییر یافت ،این سازمان مستقر در شهر مادرید، اسپانیا، یکی از نمایندگی‌های سازمان ملل است که در رابطه با امور جهان گردی تحقیق می‌کند و سالانه گزارشی نیز منتشر می‌کند.